# 港の日本娘
『港の日本娘』（みなとのにほんむすめ）は、1933年に公開された清水宏監督の日本のサイレント映画。
北林透馬の同名小説が原作。
2004年第54回ベルリン国際映画祭フォーラム部門で上映された。

## スタッフ
- 監督 - 清水宏[1]
- 脚本 - 陶山密[1]
- 原作 - 北林透馬[1] 小説『港の日本娘』
- 撮影 - 佐々木太郎[2]
- 主題歌 - 「港の日本娘」作詞：大木惇夫、作曲：江口夜詩 [2]
  - 「ざんげの歌」作詞：野口雨情、作曲：高階哲夫 [2]

## キャスト

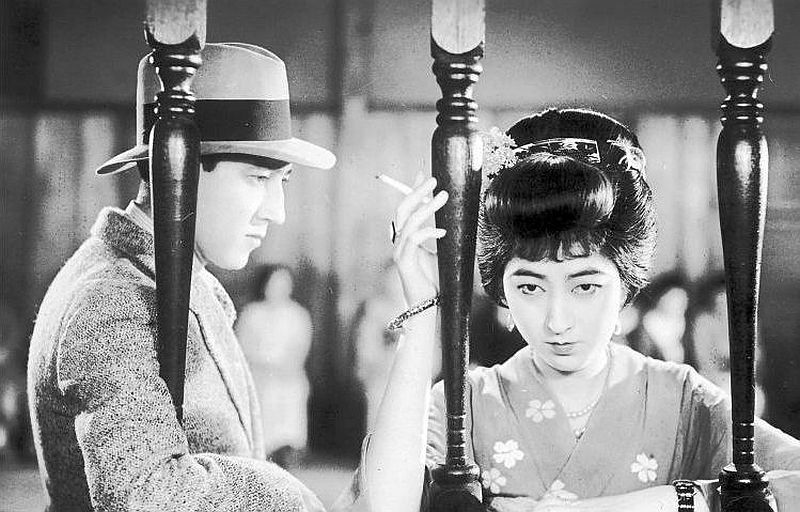
江川宇礼雄（左）と及川道子（右）

以下の出演者名と役名は国立映画アーカイブに従った。
- 及川道子 - 黒川砂子
- 井上雪子 - ドラ・ケンネル
- 江川宇礼雄 - ヘンリー
- 沢蘭子 - シュリダン耀子
- 逢初夢子 - マスミ酒場の女
- 斎藤達雄 - 三浦画家
- 南條康雄 - 原田紳士